# Західноєвропейський союз

Прапор

Західноєвропейський союз (англ. Western European Union WEU; фр. Union de l'Europe occidentale UEO; нім. Westeuropäische Union WEU) — організація, створена на основі Брюссельського договору 1948 року про співпрацю в економічній, соціальній і культурній галузях та колективну самооборону, який підписали Бельгія, Велика Британія, Люксембург, Нідерланди та Франція. Включає 28 країн з чотирма різними статусами: країни-члени, країни що підписали угоду про асоціацію, спостерігачі . Всі держави Європейського Союзу мають статус країн-членів, крім Австрії, Данії, Фінляндії, Ірландії та Швеції, які належать до спостерігачів. Асоційовані члени — Ісландія, Норвегія, Польща, Туреччина, Угорщина та Чехія; асоційовані партнери — Болгарія, Естонія, Латвія, Литва, Румунія, Словаччина та Словенія.
Амстердамський договір зробив Західноєвропейський союз «невіддільною частиною розвитку Союзу», надавши йому оперативні повноваження у сфері оборони. Західноєвропейський союз відіграв ключову роль у виконанні перших Петерсберзьких завдань на Балканах. Втім зараз він дедалі більше поступається своїми функціями підрозділам ЄС, що розвиваються в рамках спільної зовнішньої та політики безпеки. В листопаді 2000 року Рада міністрів безпеки Західноєвропейського союзу ухвалила рішення про поступове розформування цієї організації та передавання її повноважень відповідним структурам і агентствам ЄС. 1 січня 2002 року до Європейського Союзу відійшли такі установи Західноєвропейського союзу, як Інститут безпеки та супутниковий центр Європейського Союзу. Головна функція, що залишилась у Західноєвропейського союзу — колективна безпека, її передавання Європейському Союзові поки що відкладене.
В березні 2010 року було оголошено про плани припинення діяльності Західоєвропейського Союзу до 2011 року. 30 червня 2011 року ЗЄС офіційно припинив існування.
Незважаючи на це, Постановою Верховної Ради України від 25 грудня 2012 р. № 11-VII на Комітет Верховної Ради з питань європейської інтеграції покладено «забезпечення міжпарламентських зв'язків у рамках співробітництва України з Європейським Союзом (ЄС), Західноєвропейським Союзом (ЗЄС)».